# Michalis Murutsos
Michalis Murutsos (gr. Μιχάλης Μουρούτσος; ur. 29 lutego 1980) – grecki zawodnik taekwondo, mistrz olimpijski z Sydney (2000), mistrz Europy.
Dwukrotnie uczestniczył w igrzyskach olimpijskich. W 2000 roku na igrzyskach w Sydney zdobył złoty medal olimpijski w kategorii do 58 kg. Na igrzyskach w Atenach cztery lata później zajął 9. miejsce w tej samej kategorii wagowej. 
W 2000 roku zdobył złoty medal mistrzostw Europy, w 2005 roku brązowy medal uniwersjady, a w 2006 roku brązowy medal wojskowych mistrzostw świata.